# Ophiogomphus colubrinus
Ophiogomphus colubrinus – gatunek ważki z rodziny gadziogłówkowatych (Gomphidae). Występuje na terenie Ameryki Północnej.